# Helvin
Helvin ist ein eher selten vorkommendes Mineral aus der Mineralklasse der „Silikate und Germanate“. Es kristallisiert im kubischen Kristallsystem mit der chemischen Zusammensetzung Mn4[S|(BeSiO4)3], ist also chemisch gesehen ein Mangan-Schwefel-Beryllium-Silikat. Strukturell gehört er zu den Gerüstsilikaten.
Helvin ist das namensgebende Mineral der „Helvin-Reihe“ und bildet als Mangan-Analogon jeweils eine lückenlose Mischkristallreihe mit dem eisenhaltigen Endglied Danalith (Fe4[S|(BeSiO4)3]) und dem zinkhaltigen Endglied Genthelvin (Zn4[S|(BeSiO4)3]).
Das Mineral ist durchsichtig bis durchscheinend und entwickelt meist isometrische, tetraedrische und dodekaedrische oder pseudo-oktaedrische Kristalle, findet sich aber auch in Form körniger oder sphärolithischer Mineral-Aggregate. Seine Farbe variiert meist zwischen einem hellen Graugelb bis Grünlichgelb. Aufgrund seiner Mischkristallbildung mit Danalith und Genthelvin sowie verschiedener Fremdbeimengungen kann er aber auch eine rote bis braune Farbe annehmen. Die Kristallflächen weisen einen fettigen Glasglanz auf.
Mit einer Mohshärte von 6 bis 6,5 gehört Helvin noch zu den mittelharten Mineralen, die sich ähnlich wie das Referenzmineral Orthoklas (6) mit einer Stahlfeile ritzen lassen.

## Etymologie und Geschichte

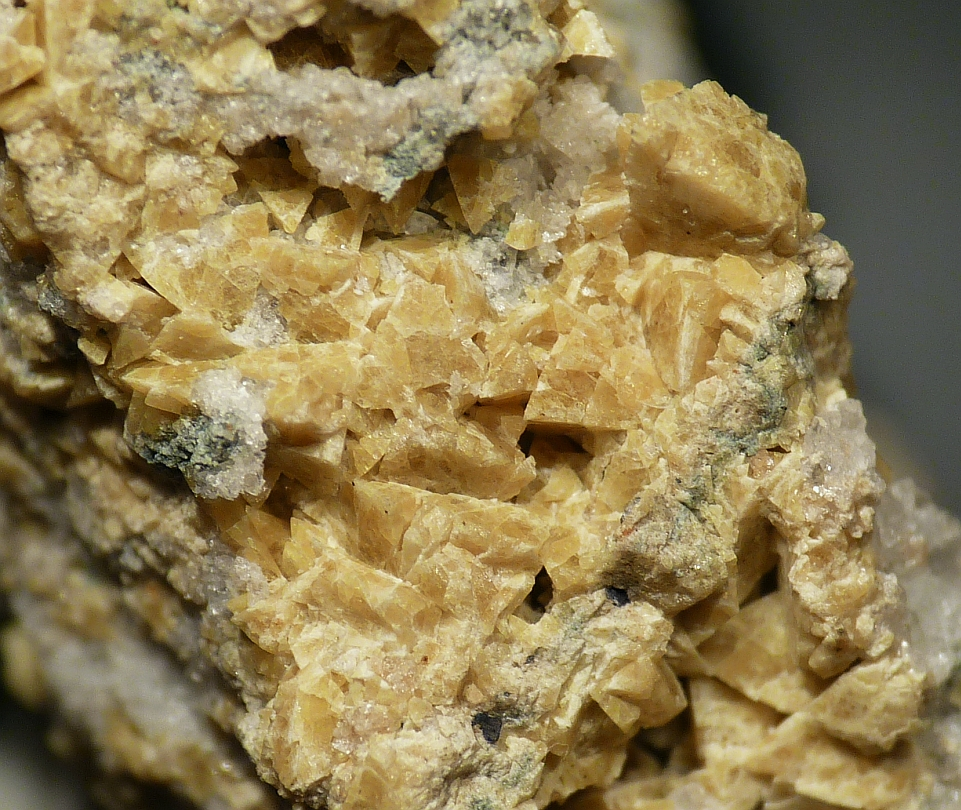
Hellgelber Helvin aus der Typlokalität Breitenbrunn im Erzgebirge (Sichtfeld 1,5 cm)

Seinen bis heute gültigen Namen Helvin erhielt das Mineral 1817 durch Abraham Gottlob Werner, der es aufgrund seiner überwiegend gelben Farbe nach dem griechischen Wort ἥλιος (helios) für Sonne benannte.
Bekannt und beschrieben wurde Helvin allerdings schon vor Werners Aufzeichnungen, unter anderem durch Friedrich Mohs (als Anhang beim Granat; vergleiche auch das 1829 beschriebene Mineralkabinett des Wiener Bankiers Van der Nüll Abteilung I, S. 92–93) und durch Johann Carl Freiesleben in seinen „Geognostischen Beiträgen“ (Band 5, S. 126 f.).
Als Typlokalität gelten die Gruben „Brüder Lorenz“ und „Friedefürst“ bei Breitenbrunn/Erzgeb. im sächsischen Erzgebirgskreis. Das Typmaterial des Minerals wird in der Mineralogischen Sammlung der Technischen Universität Bergakademie Freiberg (TU-BA) unter der Katalog-Nummer 22941 aufbewahrt.
Da der Helvin bereits lange vor der Gründung der International Mineralogical Association (IMA) bekannt und als eigenständige Mineralart anerkannt war, wurde dies von ihrer Commission on New Minerals, Nomenclature and Classification (CNMNC) übernommen und bezeichnet den Helvin als sogenanntes „grandfathered“ (G) Mineral. Die seit 2021 ebenfalls von der IMA/CNMNC anerkannte Kurzbezeichnung (auch Mineral-Symbol) von Helvin lautet „Hlv“.

## Klassifikation
In der veralteten 8. Auflage der Mineralsystematik nach Strunz gehörte der Helvin zur Mineralklasse der „Silikate“ und dort zur Abteilung „Gerüstsilikate (Tektosilikate)“, wo er gemeinsam mit Danalith und Genthelvin in der „Helvin-Reihe“ mit der Systemnummer VIII/F.08 steht.
In der zuletzt 2018 überarbeiteten Lapis-Systematik nach Stefan Weiß, die formal auf der alten Systematik von Karl Hugo Strunz in der 8. Auflage basiert, erhielt das Mineral die System- und Mineralnummer VIII/J.12-020. Dies entspricht ebenfalls der Abteilung „Gerüstsilikate“, wo Helvin zusammen mit Danalith und Genthelvin eine unbenannte Gruppe mit der Systemnummer VIII/J.12 bildet.
Die von der International Mineralogical Association (IMA) zuletzt 2009 aktualisierte 9. Auflage der Strunz’schen Mineralsystematik ordnet den Helvin in die erweiterte Klasse der „Silikate und Germanate“ und dort in die bereits feiner unterteilte Abteilung „Gerüstsilikate (Tektosilikate) ohne zeolithisches H2O“ ein. Diese ist zudem weiter unterteilt nach der möglichen Anwesenheit zusätzlicher Anionen. Das Mineral ist hier entsprechend seiner Zusammensetzung in der Unterabteilung „Gerüstsilikate (Tektosilikate) mit zusätzlichen Anionen“ zu finden, wo es zusammen mit Bicchulith, Danalith, Genthelvin, Haüyn, Kamaishilith, Lasurit, Nosean, Sodalith, Tsaregorodtsevit und Tugtupit die „Sodalith-Danalith-Gruppe“ mit der Systemnummer 9.FB.10 bildet.
In der vorwiegend im englischen Sprachraum gebräuchlichen Systematik der Minerale nach Dana hat Helvin die System- und Mineralnummer 76.02.04.01. Das entspricht ebenfalls der Klasse der „Silikate“ und dort der Abteilung „Gerüstsilikate: Al-Si-Gitter“. Hier findet er sich innerhalb der Unterabteilung „Gerüstsilikate: Al-Si-Gitter, Feldspatvertreter und verwandte Arten“ in der „Helvingruppe“, in der auch Danalith und Genthelvin eingeordnet sind.

## Kristallstruktur
Helvin kristallisiert kubisch in der Raumgruppe P43n (Raumgruppen-Nr. 218) mit dem Gitterparameter a = 8,29 Å sowie 2 Formeleinheiten pro Elementarzelle.

## Eigenschaften
Beim Erhitzen bläht sich Helvin auf und schmilzt zu einem gelblichbraunen, undurchsichtigen Glas. Das Mineral ist löslich in Salzsäure, wobei Schwefelwasserstoff freigesetzt wird.

## Bildung und Fundorte

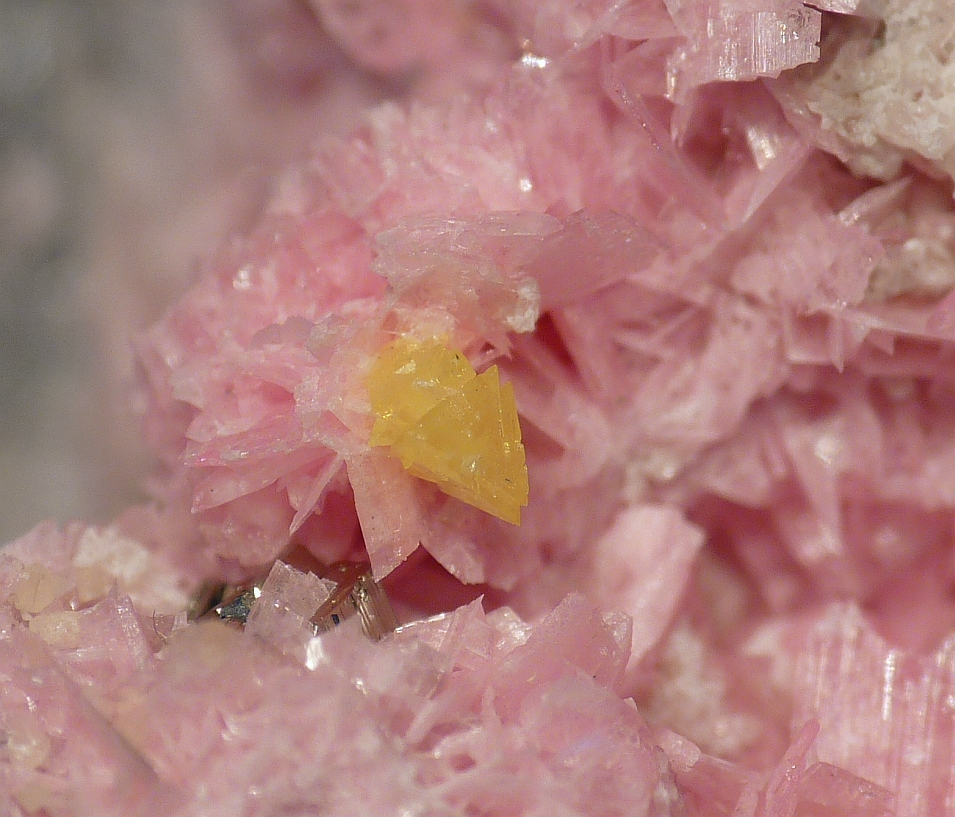
Helvin (gelb) auf Rhodonit (rosa) aus Pachapaqui, Provinz Bolognesi, Peru (Sichtfeld 8 mm)

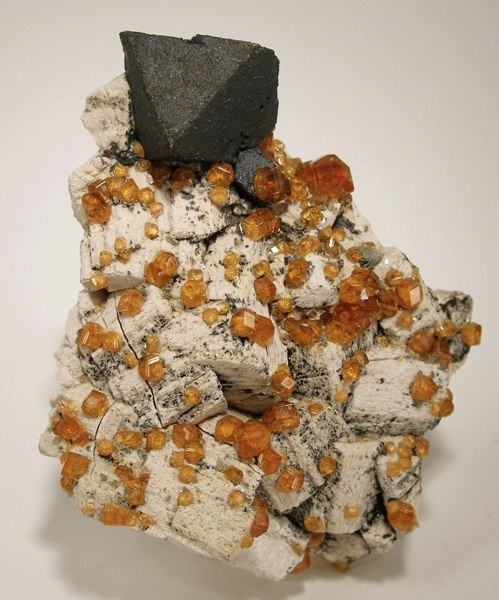
Fast schwarzer Helvin mit goldgelbem Spessartin auf weißem Orthoklas aus der „Wushan Spessartine Mine“, Tongbei, Yunxiao, Fujian, China
(Größe: 5,1 × 4,0 × 2,3 cm)

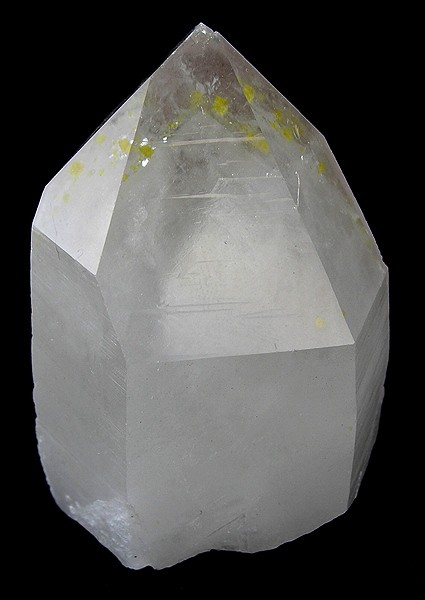
In Quarz eingeschlossener, gelber Helvin aus der „Yaogangxian Mine“, Yizhang, Hunan, China
(Größe: 6,7 × 4,2 × 3,7 cm)

Helvin bildet sich in magmatischen Gesteinen wie unter anderem in graniten Pegmatiten und alkalischen Syeniten, kann aber auch hydrothermal in Greisen und Skarnen sowie durch Metasomatose (Materialverdrängung) in Lagerstätten entstehen. Als Begleitminerale treten unter anderem Albit, Amazonit, Augit, verschiedene Chlorite und Granate, Columbit, Diopsid, Fluorit, Magnetit, Phenakit, Rhodonit, Sphalerit, Vesuvianit, Willemit und Wolframit auf.
Als eher seltene Mineralbildung kann Helvin an verschiedenen Fundorten zum Teil zwar reichlich vorhanden sein, insgesamt ist er aber wenig verbreitet. Weltweit sind bisher rund 260 Vorkommen dokumentiert. Neben seiner Typlokalität, den Gruben „Brüder Lorenz“ und „Friedefürst“ bei Breitenbrunn trat das Mineral in Deutschland noch in weiteren Gruben in Sachsen wie unter anderem „Unverhofft Glück an der Achte“ bei Antonsthal und „Gelbe Birke“ bei Beierfeld sowie bei Johanngeorgenstadt und Königshain. Daneben konnte Helvin noch in einigen Steinbrüchen in der Umgebung von Tittling in Bayern sowie im Steinbruch Henneberg bei Weitisberga in Thüringen gefunden werden.
Bekannt aufgrund außergewöhnlicher Helvinfunde sind unter anderem die „Sawtooth Batholithe“ in den Sawtooth Mountains (Sawtooth Range) im Boise County des US-Bundesstaates Idaho, wo kubische Helvinkristalle mit einem Durchmesser von bis zu 2,5 Zentimeter entdeckt wurden. Allerdings sollen an anderen Fundorten auch schon bis zu 12 Zentimeter große Kristalle gefunden worden sein.
In Österreich kennt man Helvin bisher nur vom Doppelbachgraben (Tobelbachgraben) bei Maiersch in Niederösterreich, vom Friedlkogel und Kaskogel am Kaiblinggraben bei Kleinveitsch in der Steiermark und vom Oberschrammachgletscher am Schrammacher im Tiroler Zillertal.
In der Schweiz konnte das Mineral bisher nur am Forno und am Pizzi dei Rossi im Val Forno, einem Nebental des Val Bregaglia (Bergell) im Kanton Graubünden gefunden werden.
Weitere Fundorte liegen unter anderem in Argentinien, Australien, Brasilien, Bulgarien, China, Frankreich, Grönland, Italien, Japan, Kanada, Kasachstan, Kirgisistan, Malawi, Mexiko, Namibia, Norwegen, Pakistan, Peru, Polen, Portugal, Rumänien, Russland, Schweden, Spanien, Südafrika, Tschechien, im Vereinigten Königreich (England) und den Vereinigten Staaten von Amerika (Alaska, Arizona, Arkansas, Colorado, Idaho, Kalifornien, Montana, Nevada, New Hampshire, New Mexico, North Carolina, Texas, Utah, Virginia, Wisconsin).

## Verwendung
Helvin hat im Normalfall keine Bedeutung als Rohstoff, allerdings kann er bei lokaler Anhäufung als Berylliumerz wertvoll sein.